# Marie Dollinger
Pour les articles homonymes, voir Dollinger.
Marie Dollinger, née le 28 octobre 1910 à Langenzenn (royaume de Bavière) et décédée le 10 août 1994 à Nuremberg (Bavière), était une athlète allemande. Elle a été mariée avec l'athlète Friedrich Hendrix.
Marie Dollinger a été la seule athlète allemande à avoir participé à trois éditions des Jeux olympiques d'été avant 1945. Elle n'y obtint aucune médaille. En 1928, elle n'était pas encore assez mure tactiquement et se contenta d'une place d'honneur sur 800 mètres. En 1931, elle établit sur cette distance un nouveau record du monde en 2 min 16 s 8 mais celui-ci ne fut pas reconnu car le 800 mètres n'était alors plus une distance officielle.
En 1932, elle était la seule sprinteuse allemande à participer aux jeux. Aussi dut-elle s'aligner en relais 4 × 100 mètres aux côtés de trois spécialistes des lancers Grete Heublein, Ellen Braumüller et Tilly Fleischer...
En 1936, elle établit un nouveau record en relais 4 × 100 mètres avec ses coéquipières Emmy Albus, Ilse Dörffeldt et Käthe Krauss pendant les séries mais cette équipe ne termina pas la finale par suite de la perte du témoin lors d'une mauvaise transmission. Sur 100 mètres, elle termina quatrième derrière trois concurrentes dont la féminité avait été par la suite remise en cause.
Ainsi, Marie Dollinger resta sans médaille olympique. Mais son mari Friedrich Hendrix remporta l'argent avec le relais 4 × 100 mètres en 1932 et leur fille Brunhilde Hendrix fit de même en 1960.

## Palmarès

### Jeux olympiques d'été
- Jeux olympiques d'été de 1928 à Amsterdam (Pays-Bas)
  - 7e sur 800 mètres
- Jeux olympiques d'été de 1932 à Los Angeles (États-Unis)
  - 4e sur 100 mètres
  - 6e en relais 4 × 100 mètres
- Jeux olympiques d'été de 1936 à Berlin (Allemagne)
  - 4e sur 100 mètres
  - abandon en finale du relais 4 × 100 mètres

### Jeux mondiaux féminins
- Jeux mondiaux féminins de 1930 à Prague (Tchécoslovaquie)
  - non-partant sur 200 mètres
  -  Médaille d'argent sur 800 mètres
- Jeux mondiaux féminins de 1934 à Londres (Royaume-Uni)
  - 4e sur 100 mètres
  - 6e sur 200 mètres
  -  Médaille d'or en relais 4 × 100 mètres

## Records
- Record du monde du relais 4 × 100 mètres en 46 s 5 avec Emmy Albus, Käthe Krauss et Grete Winkels, le 21 juin 1936 à Cologne (amélioration du record détenu depuis 1932 par le relais américain composé de Carew-Furtsch-Rogers-von Bremen)
- Record du monde du relais 4 × 100 mètres en 46 s 4 avec Emmy Albus, Käthe Krauss et Ilse Dörffeldt, le 8 août 1936 à Berlin (amélioration du record détenu depuis le 21 juin 1936 par un autre relais allemand composé de Albus-Krauss-Dollinger-Winkels, sera battu en 1952 par le relais australien composé de Strickland-Johnston-Cripps-Jackson)
- Record olympique du relais 4 × 100 mètres en 46 s 4 avec Emmy Albus, Käthe Krauss et Ilse Dörffeldt, le 8 août 1936 à Berlin (amélioration du record détenu depuis la finale des Jeux olympiques d'été de 1932 par le relais américain composé de Carew-Furtsch-Rogers-von Bremen, sera battu en demi-finale des Jeux olympiques d'été de 1952 par le relais australien composé de Strickland-Johnston-Cripps-Jackson)